# Чорне і біле у кольорі
«Чорне і біле у кольорі» (фр. La Victoire en chantant) — художній фільм режисера Жана-Жака Ано.

## Сюжет
Французька колонія в Африці. Початок 1915. Французи розпочали готувати місцеве населення до війни з «сусідніми» німцями. Лише одна людина, французький географ, мислить раціонально й усвідомлює ситуацію, що склалася в місті.

## У ролях
- Жан Карме — сержант Босле
- Жак Дюфільо — Поль Решампо
- Катрін Рувель — Марінет
- Дора Дол — Марівон
- Моріс Борьє — Капріс

## Цікаві факти
- Стрічка «Чорне і біле у кольорі» не мала великого успіху у Франції, проте, в 1977 році отримав Оскара як найкращий фільм іноземною мовою.[1]